# خفاش میوه‌خوار بینی‌لوله‌ای اومبوی
خفاش میوه‌خوار بینی‌لوله‌ای اومبوی (نام علمی: Nyctimene vizcaccia) نام یک گونه از سرده خفاش‌های میوه‌خوار بینی‌لوله‌ای است.